# Sanxian
Sanxian (chiń. 三弦; pinyin sānxián) – chiński instrument muzyczny, rodzaj lutni szarpanej, wykorzystywany w muzyce ludowej.
Sanxian przypomina instrumenty z grupy huqin, ale jego struny pobudzane są do brzmienia szarpaniem za pomocą plektronu. Ma płaskie pudło rezonansowe pokryte z obu stron skórą węża. Trzy do czterech jedwabnych strun rozciągnięte są wzdłuż długiej, cienkiej szyjki, na końcu której znajduje się łopatkowata główka z osadzonymi w niej pokaźnymi kołkami. Podobnie jak banhu, sanxian wyposażony jest w ruchomy kapodaster, dzięki któremu muzyk może szybko przestrajać instrument.